# Dean Paul Martin
Dean Paul Martin Jr., född som Dino Paul Crocetti Jr., den 17 november 1951 i Santa Monica i Kalifornien, död 21 mars 1987 på San Gorgonio Mountain i Kalifornien, var en amerikansk popsångare och skådespelare inom film och TV. Han var medlem i California Air National Guard, och omkom i en flygolycka när han utförde en träningsflygning. Han var son till underhållaren Dean Martin och hans andra hustru Jeanne Biegger (senare gift Martin).
Dean Paul Martin var mellan åren 1971 och 1978 gift med skådespelerskan Olivia Hussey, med vilken han fick en son, Alexander Martin (född 1973). Han var därefter gift med den olympiska konståkerskan Dorothy Hamill åren 1982–1984.